# Commonwealth
Commonwealth ([ˈkɒmənˌwelθ]; celým označením Commonwealth of Nations, v českém překladu Společenství národů) je volné sdružení Spojeného království Velké Británie a Severního Irska a jeho bývalých dominií a kolonií. Do roku 1931 nesl Commonwealth označení Britské impérium, v letech 1931–1947 pak Britské společenství národů. Dnes bývají tyto termíny zaměňovány a zejména označení Commonwealth se používá zpětně na celou dobu existence tohoto společenství. Jeho formální hlavou je britský panovník, v současnosti Karel III. (to, že se funkce ujme po smrti Alžběty II., bylo oznámeno už v dubnu 2018).

## Britské impérium
Koncem 19. století za vlády britské královny Viktorie se dostalo Britské impérium do fáze svého největšího územního i mocenského rozmachu. Kromě mateřské země (tehdy Spojeného království Velké Británie a Irska) zaujímala tato říše obrovská zámořská území, jako především:
- Austrálie (od 1901 dominium)
- Barma (dnešní Myanmar)
- Britské Bečuánsko (dnes Botswana)
- Britská Indie (dnešní Indie, Pákistán a Bangladéš)
- Britská Východní Afrika (dnešní Keňa a Uganda)
- Britská Západní Afrika (dnešní Gambie, Ghana, Nigérie a Sierra Leone)
- Cejlon (dnešní Srí Lanka)
- Kanada (od 1867 dominium)
- Kapsko (od 1910 součástí dominia Jihoafrická unie, dnes Jihoafrická republika)
- Kypr
- Malajsie
- Natal (od 1910 součástí dominia Jihoafrická unie, dnes Jihoafrická republika)
- Newfoundland a Labrador (od 1917 dominium, dnes součást Kanady)
- Nový Zéland (od 1907 dominium)
- Rhodesie (dnešní Zambie a Zimbabwe)
- a další menší územní celky

Po skončení první světové války se dostala do správy Britského impéria také mandátní území, jež byla před válkou německými koloniemi. Již před touto válkou však započaly změny v soustavě společenství vzhledem k vzniku statutu dominií u některých dřívějších kolonií.

## Commonwealth of Nations
Po druhé světové válce začal celosvětový proces dekolonizace a s tím související rozpad Commonwealthu. Do 60. let 20. století získala samostatnost většina bývalých britských kolonií, tyto samostatné země ale povětšinou zůstaly členy společenství i nadále.
Dnes je členem Commonwealthu 56 samostatných zemí a dále závislá území a teritoria pod správou Spojeného království, Austrálie a Nového Zélandu. V celém Commonwealthu žije přibližně 2,2 miliardy obyvatel. Hlavním úřadem společenství je Sekretariát Commonwealthu (Commonwealth Secretariat) se sídlem v Londýně.

## Commonwealth realms
Kromě Spojeného království je britský panovník v dalších 14 státech respektován jako hlava státu (za hlavu Commonwealthu je uznáván všemi jeho členy). V některých těchto zemích je britský panovník uznáván jako takový, tedy britský král resp. královna, v několika málo případech však nese navíc i titul krále té země, jako např. v Austrálii nebo v Kanadě (např. His Majesty King Charles III, King of Australia). Tyto země bývají označovány také jako Commonwealth realms ([relmz]; pl.).

## Členské země Commonwealthu
Současné členské země Commonwealthu jsou uvedeny v následující tabulce (seřazeno podle světadílů a podle roku, kdy země po získání své samostatnosti přistoupily ke společenství). V tabulce jsou uvedena dnešní jména 56 států (případná historická jména viz výše nebo v článcích k jednotlivým zemím).
| Členské země Commonwealthu podle světadílů |                                |                              |
| Evropa                                     | Austrálie a Oceánie            | Afrika                       |
| Spojené království (1931)                  | Austrálie (1931)               | Jižní Afrika (1931)          |
| Kypr (1961)                                | Nový Zéland (1931)             | Ghana (1957)                 |
| Malta (1964)                               | Samoa (1970)                   | Nigérie (1960)               |
| Severní a Střední Amerika                  | Tonga (1970)                   | Sierra Leone (1961)          |
| Kanada (1931)                              | Papua Nová Guinea (1975)       | Tanzanie (1961)              |
| Jamajka (1962)                             | Šalomounovy ostrovy (1978)     | Uganda (1962)                |
| Trinidad a Tobago (1962)                   | Tuvalu (1978)                  | Keňa (1963)                  |
| Barbados (1966)                            | Kiribati (1979)                | Malawi (1964)                |
| Bahamy (1973)                              | Vanuatu (1980)                 | Zambie (1964)                |
| Grenada (1974)                             | Nauru (1999)                   | Botswana (1966)              |
| Dominika (1978)                            | Fidži (1970)                   | Lesotho (1966)               |
| Svatá Lucie (1979)                         | Asie                           | Mauricius (1968)             |
| Svatý Vincenc a Grenadiny (1979)           | Indie (1947)                   | Svazijsko (1968)             |
| Antigua a Barbuda (1981)                   | Pákistán (1947)                | Seychely (1976)              |
| Belize (1981)                              | Srí Lanka (1948)               | Namibie (1990)               |
| Svatý Kryštof a Nevis (1983)               | Malajsie (1957)                | Mosambik (1995)              |
| Jižní Amerika                              | Singapur (1965)                | Kamerun (1995)               |
| Guyana (1966)                              | Bangladéš (1972)               | Rwanda (2009)                |
|                                            | Brunej (1984)                  | Gambie (1965, opětovně 2018) |
|                                            | Maledivy (1985, opětovně 2020) | Gabon (2022)                 |
|                                            |                                | Togo (2022)                  |